# Motim (EP)
Motim é o primeiro extended play (EP) da cantora brasileira Marina Lima, lançado no dia 9 de abril de 2021 pelo selo independente Fullgás, sob distribuição da Altafonte. A divulgação do EP também foi acompanhada do lançamento do songbook Marina Lima: Música e Letra, este disponibilizado gratuitamente em seu site oficial com as partituras e letras de todas as suas canções e as quatro faixas do novo material como bônus.

## Antecedentes e lançamento
As canções do EP foram desenvolvidas ao longo de 2020, durante o isolamento de Marina devido a pandemia de COVID-19. Em entrevistas, ela afirmou que voltou a estudar música e que isso lhe trouxe ideias novas. Da leva de novas composições, Marina retirou apenas "quatro canções precisas para ser um depoimento atual e autoral meu", revelando também a intenção de não lançar mais um álbum completo e investir em outros formatos. A gravação das faixas ocorreu durante os meses de janeiro e fevereiro de 2021 no estúdio Virgo Power, em São Paulo. O anúncio do lançamento do EP intitulado Motim foi realizado no final de março de 2021, mês inicialmente planejado para sua liberação, que acabou sendo adiado. O EP foi lançado oficialmente em 9 de abril de 2021, editado pela gravadora independente Fullgás e distribuído pela Altafonte. Um registro audiovisual das gravações, dirigido e concebido por Candé Salles e Renato Gonçalves e produzido no Centro Cultural São Paulo, foi liberado no mesmo dia no canal da artista no YouTube. Uma das imagens de Marina registradas no local foi usada para a capa do EP.
Junto ao EP Motim, foi liberado gratuitamente em seu site oficial o songbook Marina Lima: Música e Letra, contendo as partituras e composições de todas as 175 músicas de seus 21 álbuns. O projeto estava em execução desde 2017 e a cantora tornou-o público em 2018. O material foi finalizado apenas em 2020.

## Composição
Motim tem sua sonoridade baseada na synth-pop e na música pop, algo que Marina já explorou em discos anteriores, com destaque em Novas Famílias (2018), onde experimentou instrumentações novas. "Pelos Apogeus" abre o material como um "retrato autobiográfico" da infância até a meia-idade, onde a cantora percorre diversos estágios de sua vida pessoal e profissional, lembrando a vivência no Rio de Janeiro, Washington, nos Estados Unidos, o retorno ao Rio e a atualidade em São Paulo: "Na letra, agradeço a quem esteve comigo, me fez companhia e esteve comigo nos grandes acontecimentos e nos que ainda podem vir". No formato voz e violão, a intenção da artista era homenagear Luiz Bonfá. A faixa-título "Motim" é uma canção pop de composição romântica que menciona um amor platônico, enquanto que as duas últimas ("Kilimanjaro" e "Nóis") são as mais eletrônicas, que se conectam com a atualidade. "Kilimanjaro" foi construída através da junção de duas músicas, uma de Marina e outra de Alex Fonseca, gravada com vocal de Alvin L. Os versos de "Nóis", a última faixa do EP, fazem referência a pandemia de COVID-19 e aos líderes Donald Trump e Jair Bolsonaro ("O homenzinho do norte caiu / E já já junto essezinho daqui vai ruir"). Após um convite informal, o rapper Mano Brown foi convidado a ir até a casa de Marina e ela lhe mostrou o que tinha produzido — uma música toda eletrônica feita no computador. A cantora conta em entrevista que o rapper começou a fazer vocalise por cima da faixa e que isso a inspirou a montar a letra e a melodia, mencionando semelhança de sua voz com a do cantor Milton Nascimento.

## Recepção
Mauro Ferreira, em seu blog no G1, deu 3 estrelas e meia de 5 para o EP, avaliando que a ideia de Marina em vislumbrar "novos horizontes" em futuros projetos fonográficos a partir de Motim "jamais soa como mera retórica. Marina sempre olhou para frente, mesmo quando se voltou para o passado". Ele pontua que a faixa "Kilimanjaro" "expõe a incansável procura de Marina Lima por outros caminhos que a desviem de trilhas já percorridas desde os anos 1970", destacando como exemplos os álbuns Clímax (2011) e Novas Famílias (2018).

## Lista de faixas
Todas as faixas tem produção de Marina Lima e Alex Fonseca.
| N.º            | Título                                      | Compositor(es)                 | Duração |  |
| 1.             | "Pelos Apogeus"                             | Marina Lima                    | 3:13    |  |
| 2.             | "Motim"                                     | Lima Alvin L Giovanni Bizzotto | 3:46    |  |
| 3.             | "Kilimanjaro" (com participação de Alvin L) | Lima Alvin L Alex Fonseca      | 5:22    |  |
| 4.             | "Nóis" (com participação de Mano Brown)     | Lima                           | 4:18    |  |
| Duração total: | Duração total:                              | Duração total:                 | 16:39   |  |

## Créditos
Todo o processo de elaboração de Motim atribui os seguintes créditos:
Produção
- Marina Lima: voz, composição, produção, violão, loops
- Alex Fonseca: produção, composição (faixa 3), programações, efeitos, teclados e/ou bateria
- Alvin L: composição (faixas 2 e 3), voz (faixa 3)
- Giovanni Bizzotto: composição (faixa 2)
- Carlos Trilha: mixagem, masterização (faixas 1-4), piano, baixo, teclado (faixas 2 e 4)
- Mano Brown: voz (faixa 4)
- Candé Salles: direção (registro visual)
- Renato Gonçalves: direção (registro visual)

## Históricos de lançamento
| Região | Data               | Formato(s)                 | Versão | Gravadora           | Ref.  |
| ------ | ------------------ | -------------------------- | ------ | ------------------- | ----- |
| Mundo  | 9 de abril de 2021 | Streaming download digital | Padrão | Fullgás / Altafonte | [ 9 ] |